# Ariston mazolus
Ariston mazolus là một loài nhện trong họ Uloboridae.
Loài này thuộc chi Ariston. Ariston mazolus được miêu tả năm 1979 bởi Opell.